# Les Insus Live
Albums de Les Insus ?
Au cœur de Téléphone (Téléphone)
(2015)
Les Insus Live (ou Les Insus L?ve) est l'album live paru le 8 septembre 2017 et interprété par les anciens membres du groupe Téléphone réunis sans la bassiste Corine Marienneau dans la nouvelle formation intitulée Les Insus ?.

## Historique

### Contexte
Le 21 avril 1986, le groupe Téléphone, constitué des chanteurs-guitaristes Jean-Louis Aubert et Louis Bertignac, du batteur Richard Kolinka et de la bassiste Corine Marienneau, se sépare en pleine préparation d'un nouvel album devant contenir notamment Le jour s'est levé. Après la séparation, Jean-Louis se lance dans une carrière solo pendant que Louis et Corine forment un nouveau groupe baptisé Bertignac et les Visiteurs qui se séparera en 1991 après deux albums.
Depuis, plusieurs tentatives de reformation du groupe ont eu lieu, même de façon éphémère comme lors du concert de Bertignac au Bataclan en 1994, sans toutefois aboutir, à cause des tensions entre Jean-Louis et Corine. Depuis 2005, Bertignac et Aubert se sont plus souvent retrouvés en concert comme celui du premier à l'Olympia où le second l'a rejoint, ou bien à l'émission Taratata en 2006. Puis en 2010, une reformation du groupe sans Corine est annoncée pour une tournée avec trois dates au Stade de France, mais démenties par Bertignac et Aubert, occupés dans leur carrières solos. Cependant, ils précisent qu'ils feront une tournée plus tard, avant de mourir. Le 10 décembre 2013, le groupe se reforme temporairement le temps d'une soirée privée pour un concert d'environ 45 minutes au Bus Palladium. Jean-Louis Aubert, Richard Kolinka et Louis Bertignac, rejoints par Aleksander Angelov à la basse, ont joué entre autres La Bombe humaine, New York avec toi, Flipper, et Un autre monde.
Le 11 septembre 2015, le groupe Téléphone se réunit partiellement de façon éphémère pour un concert au Point Éphémère à Paris sous le nom « Les Insus ? » (pour « insupportables »), la bassiste Corine Marienneau étant remplacée par Aleksander Angelov. Un autre concert est donné à Lille le 15 septembre. Les Insus ? donnent également un concert à Lyon, au Transbordeur, le 6 octobre 2015. Puis, le nouveau groupe (toujours sans Corine) fait une véritable tournée française à guichets fermées du 27 avril au 11 novembre 2016 dans plusieurs grandes villes et plusieurs festivals. Le 12 novembre 2016, ils annoncent une tournée des festivals durant l'été 2017 et un final au Stade de France le 16 septembre 2017. 
Le 23 juin 2017, le groupe annonce l'album live témoignant de cette tournée pour une sortie le 8 septembre 2017 et dévoile par la même occasion un premier extrait, Hygiaphone

### Enregistrement

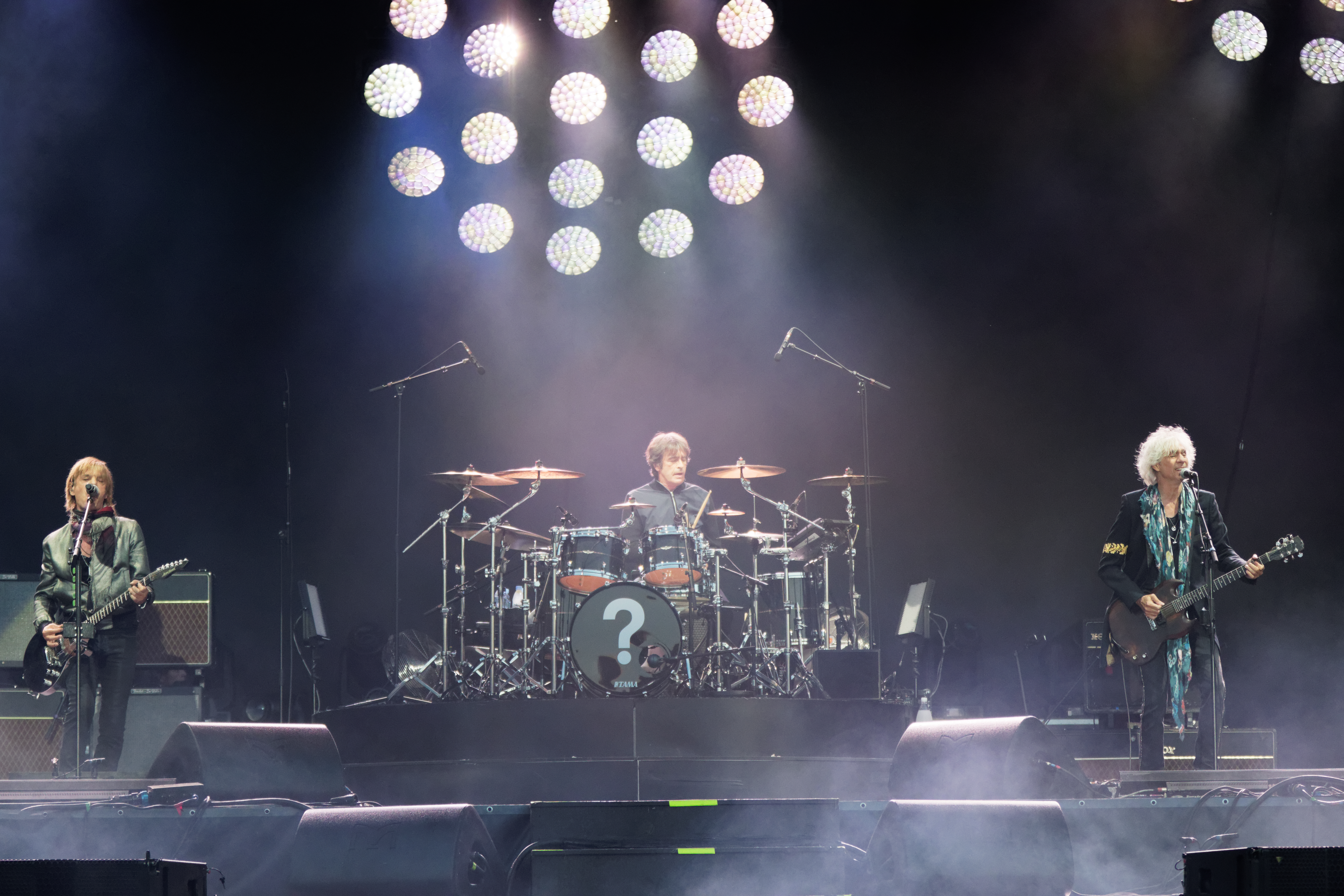
Les Insus au Festival des Vieilles Charrues le 14 juillet 2016

D'abord, les concerts des Insus du 21 et 22 octobre 2016 à l'AccorHotels Arena à Paris sont enregistrés. Puis celui du jeudi 3 novembre 2016 au Trabendo dans le Parc de la Villette, au cours duquel sont interprétées les chansons que le groupe n'a pas jouées durant le reste de la tournée, est aussi enregistré. Ces enregistrements sont mixés par le producteur américain Bob Clearmountain.
Le jour s'est levé est la seule chanson à n'avoir jamais été interprétée auparavant en concert par le groupe Téléphone avant sa séparation en 1986, car elle a été écrite et enregistrée pendant les dernières sessions du groupe. Cependant, elle est déjà interprétée aux concerts de Jean-Louis depuis le début de sa carrière solo.

## Caractéristiques artistiques

### Analyse du contenu
Les deux premiers disques reprennent les enregistrements des concerts à l'AccorHotels Arena, tandis que le troisième reprend le concert au Trabendo.

### Pochette et disque
La pochette est un fond noir sur lequel est écrit en blanc LES INSUS L?VE, sauf le "?" en rouge, correspondant au logo officiel du groupe.

## Parution et réception
Au moment de l'annonce de l'album le 23 juin 2017, Les Insus publient la chanson Hygiaphone.
L'album sort le 8 septembre 2017 en plusieurs éditions, dont une qui contient le concert au Trabendo.
L'album est disque d'or le 5 octobre 2017 avec plus de 50 000 ventes physiques.

## Liste des chansons
Disque 1
1. Crache ton venin (6:00)
2. Hygiaphone (3:05)
3. Dans ton lit (4:10)
4. Faits divers (4:12)
5. Argent trop cher (4:08)
6. La bombe humaine (5:36)
7. Au cœur de la nuit (5:06)
8. 66 heures (2:59)
9. Cendrillon (5:50)
10. Flipper (7:32)

Disque 2
1. Métro (c'est trop) (5:26)
2. Le silence (6:06)
3. Le jour s'est levé (5:22)
4. Jour contre jour (4:38)
5. Dure limite (5:42)
6. Ce que je veux (3:40)
7. New York avec toi (4:33)
8. Un autre monde (8:00)
9. Le vaudou (est toujours debout) (3:19)
10. Ça (c'est vraiment toi) (6:35)
11. Tu vas me manquer (7:23)

Disque 3 - Live au Trabendo
1. Un homme + un homme
2. Sur la route
3. Prends ce que tu veux
4. Anna
5. J'suis parti de chez mes parents
6. Facile
7. Un peu de ton amour
8. Ploum Ploum
9. Pourquoi n'essaies-tu pas
10. Seul
11. Laisse tomber
12. Les ils et les ons
13. Le garçon d'ascenseur
14. Ordinaire
15. La laisse
16. Serrez
17. Le temps
18. Juste un autre genre

Disque 4 (coffret collector fan)
1. Les dunes (5:30)
2. J'suis parti de chez mes parents (3:20)
3. Serrez (4:39)
4. 2000 nuits (3:55)
5. Ce soir est ce soir (5:33)
6. Telephomme (5:58)

Enregistré à Pau, Toulouse, Carcassonne, Nancy, Toulon et Caen

## Personnel

### Les Insus
- Jean-Louis Aubert : Chant, chœurs, guitare, piano
- Louis Bertignac : Chant, chœurs, guitare
- Richard Kolinka : Batterie, percussions
- Aleksander Angelov : Basse, chœurs

### Crédits
- Les Insus : réalisation
- Bob Coke et Aymeric Sorriaux : enregistrement
- Bob Clearmountain : mixage
- Bob Ludwig : mastering
- François Ravard : production
- Barbara d'Alessandri et Pierre Hennequin : photographies
- Yann Orhan : graphisme